# Finske medlemmer af Europa-Parlamentet 2009-2014
Dette er en liste over medlemmer af Europa-Parlamentet for Finland fra 2009 til det næste valg i 2014, sorteret efter navn. Se Europa-Parlamentsvalget, 2009 (Finland) for valgresultaterne.
- Sari Essayah, Kristendemokraterne, (EPP)
- Carl Haglund, Svensk folkepati, (ALDE), erstattet af Nils Torvalds i juni 2012.
- Satu Hassi, Gröna förbundet, (EG-EFA)
- Heidi Hautala, Gröna förbundet, (EG-EFA), erstattet af Tarja Cronberg i juni 2011
- Ville Itälä, Samlingspartiet, (EPP)
- Liisa Jaakonsaari, Finlands Socialdemokratiske Parti, (PASD)
- Anneli Jäätteenmäki, Centerpartiet, (ALDE)
- Eija-Riitta Korhola, Samlingspartiet, (EPP)
- Riikka Manner, Centerpartiet, (ALDE)
- Sirpa Pietikäinen, Samlingspartiet, (EPP)
- Mitro Repo, Finlands Socialdemokratiske Parti, (PASD)
- Timo Soini, Sande Finner, (EFD), erstattet af Sampo Terho i april 2011.
- Hannu Takkula, Centerpartiet, (ALDE)